# Pau Soler i Morell
Pau Soler i Morell (Vilanova i la Geltrú, 8 de novembre de 1821 - 2 de juliol de 1900) fou un dels impulsors de l'arribada del ferrocarril a Vilanova i la Geltrú.
Nasqué a Vilanova i la Geltrú, fill de Pau Soler Ballester i de Gertrudis Morell. El seu germà fou el terratinent indià Joan Antoni Soler i Morell. El 1838, amb 17 anys, va marxar a Cuba i es va instal·lar a Matanzas i a l'Havana, on ja havia estat el seu pare. El seu germà Leandre Soler Morell es va establir a l'illa on fou soci de la Beneficència Catalana i president del Casino Espanyol a l'Havana. Pau Soler es va dedicar a les plantacions de canya de sucre i a la cria de bestiar. El 1884 es va casar per poders a Roma, amb la seva cosina Bonaventura Romeu Morell. Van tenir tres fills: Pau (1848-1891), Antoni (1862-1890) i Gertrudis (1853-?).
Després de diversos viatges d'anada i tornada a Cuba, es va instal·lar definitivament a la seva ciutat natal de Vilanova i la Geltrú, l'any 1855. Tot seguit va adquirir una projecció pública notable, ja que participà de manera destacada en les principals activitats industrials i financeres de la ciutat. Va ser regidor de l'Ajuntament de Vilanova en diversos períodes (1856, 1867 i 1875). El 1857 va formar part de la comissió creada per impulsar el primer projecte del ferrocarril de Vilanova i la Geltrú a Barcelona, promogut per Magí de Grau. El 1860 va ser un dels fundadors del Patronat de Pobres. El 1865 va participar en la societat “Samà, Raventós i Cia”, impulsada per Cristòfol Raventós Soler, per portar aigua potable a la ciutat. Més endavant va esdevenir un propietari immobiliari important, responsable de la construcció i rehabilitació de diversos edificis emblemàtics de Vilanova i la Geltrú i de Sant Pere de Ribes; cal destacar el 1883 la construcció de la casa de l'avinguda Monturiol -actualment coneguda com a Casa Marquès de Castrofuerte- destinada a fonda o hotel, segons projecte de l'arquitecte August Font Carreras.

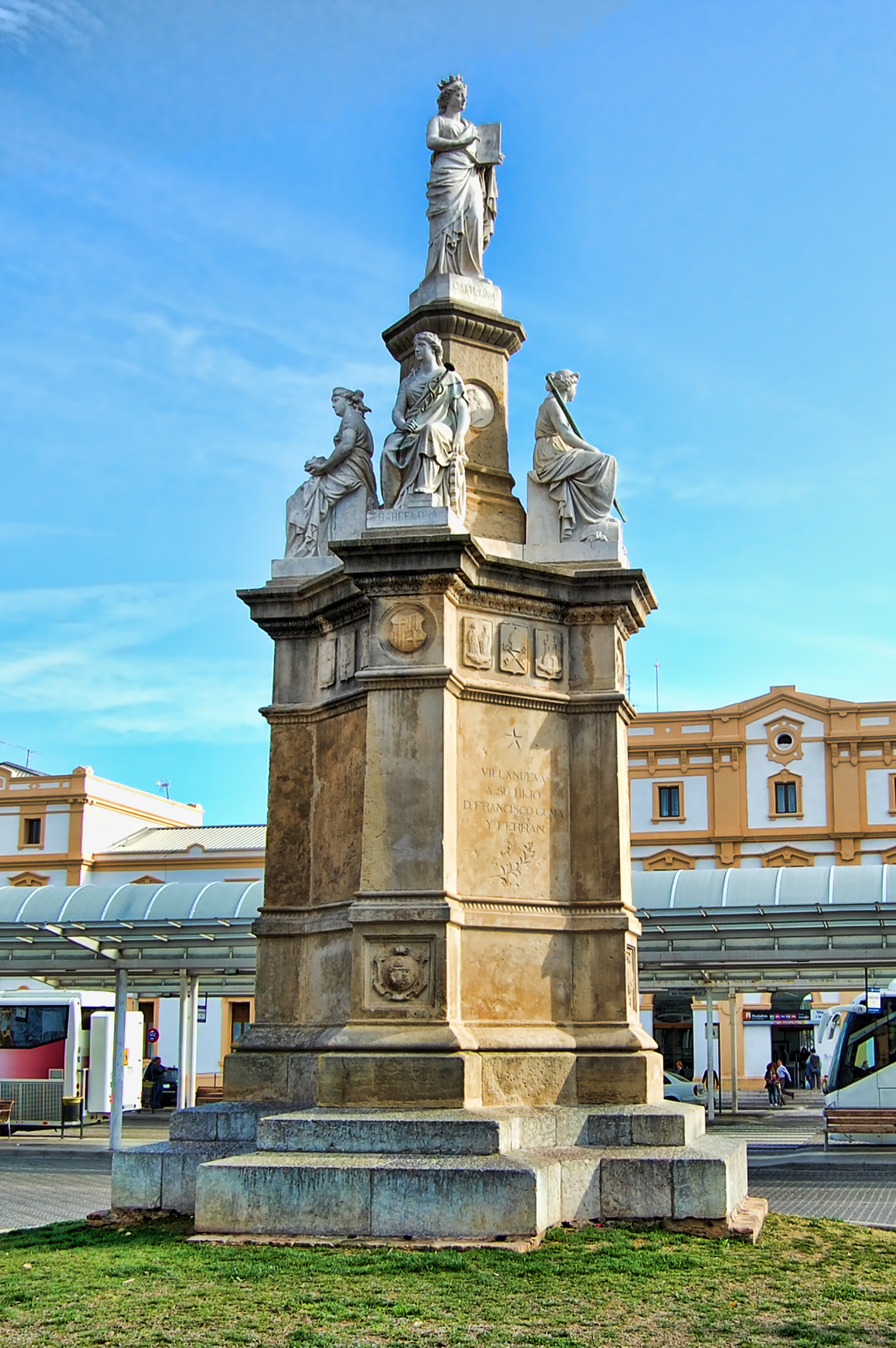
Monument als propulsors del ferrocarril

El 1879 Pau Soler Morell va adquirir les accions de la fàbrica tèxtil Asbert,Soucheiron i Cia. (Fàbrica de la Rambla), que els socis volien liquidar. L' any 1883, la va recuperar i va canviar-ne la raó social, que va esdevenir Soler, Ferrer i Cia. (El Fènix). També tenia participació en la societat propietària de la fàbrica del Mar, una de les més importants de Vilanova i la Geltrú. Soler i Morell era el propietari d'un parc i jardí privat en què hi havia algunes espècies botàniques selectes i que, en dies assenyalats, obria al públic. L'any 1874, Francesc Gumà i Ferran sol·licità a Soler Morell la cessió gratuïta dels terrenys que posseïa per poder obrir la Rambla i altres carrers de Vilanova i la Geltrú. Soler Morell va cedir la finca, i així va contribuir en la traçada en línia recta l'actual Rambla Principal, tal com havia projectat Gumà. El 1875 va formar part de la comissió de notables designada per l'Ajuntament per construir un port artificial. El projecte no va reeixir.
El 1877 va aportar 500.000 pessetes per construir el ferrocarril entre Vilanova i la Geltrú i Barcelona a la subscripció pública que va promoure Francesc Gumà, quan ja se n'havia obtingut la concessió. El 1878 Pau Soler va ser president del Consell d'Administració de la societat mercantil que gestionava la construcció del ferrocarril i va fundar la Caixa d'Estalvis de Vilanova, de la qual va ser el primer director. El 1881 la Caixa es va transformar en el Banc de Vilanova, Pau Soler va formar part del primer Consell d'Administració com a vicepresident. Aquest mateix any es va crear la companyia del ferrocarril directe a Madrid i Saragossa, va ocupar el càrrec de President del Consell d'Administració.
El 1882 es va celebrar l'Exposició Regional de Vilanova i la Geltru, Pau Soler va posar els diners pel començament de les obres de l'exposició, 3595 m². de sòl i un 10% per eixugar el dèficit de diners en acabar l'exposició. Pau Soler i Romeu, el fill primogènit de Pau Soler i Morell, va començar a seguir l'activitat financera del seu pare, al qual ja anava reemplaçant en la Companyia d'abastament d'aigües a Vilanova i la Geltrú. Pere Pi Maranges, casat amb la filla Gertrudis, hereva dels béns de la família Soler Morell, va esdevenir l'administrador del patrimoni.
Actualment, davant de l'edifici de l'estació de ferrocarrils, s'alça un monument en homenatge als promotors del ferrocarril de Vilanova i la Geltrú. La figura central del conjunt escultòric simbolitza Catalunya, les quatre estàtues situades damunt les pilastres del cos central representen Barcelona, Vilanova i la Geltrú, Valls, i la via fèrria, la composició es completa amb quatre medallons que contenen relleus amb les efígies dels benefactors del ferrocarril, Francesc Gumà i Ferran, Victor Balaguer, Pau Soler Morell i Joan de Torrents, amb inscripcions commemoratives.